# 羊曼
羊曼（274年—328年），字祖延，泰山郡南城县（今山东省新泰市）人，东晋官員、名士。東漢南阳郡太守羊續玄孙，曹魏上党郡太守羊衜曾孙，太傅羊祜之兄羊发孙，阳平郡太守羊暨之子。

## 生平
西晋末年避难渡江，镇东大将军司马睿用他为镇东参军，转任为丞相主簿，委以机密。历任黄门侍郎、尚书吏部郎。不久，任晋陵郡太守，被晋元帝任为丹徒太守府执事。他任达放纵无羁，好饮酒。与温峤、庾亮、阮放、桓彝、刘绥等志同道合，并为中兴名士。又与阮孚、阮放、胡毋辅之、谢鲲、毕卓、桓彝、光逸等八人相表里，号“兖州八伯”，又称“兖州八达”。王敦录为右长史，羊曼知王敦怀有野心，与谢鲲等散发裸体，终日酣醉，讽议而已。王敦以其名士，厚加礼遇，不委以重事。王敦失败后，羊曼故得免祸。晋成帝时，苏峻叛乱，327年苏峻举兵向建康（今江苏南京），羊曼时代阮孚为丹阳尹，加前将军。羊曼率文武守云龙门，率军拒战，兵败被杀。咸和三年（328年），官军败，众人劝羊曼躲避苏峻，羊曼说：“朝廷破败，吾安求所生？”遂为苏峻所杀。弟弟羊聃。

## 子
- 羊贲，嗣爵，少年知名，娶晋明帝女南郡悼公主，官至秘书郎，早卒。

## 延伸阅读
[在维基数据编辑]
 《晉書·卷049》，出自房玄齡《晉書》